# Kläranlage Duisburg Alte Emscher

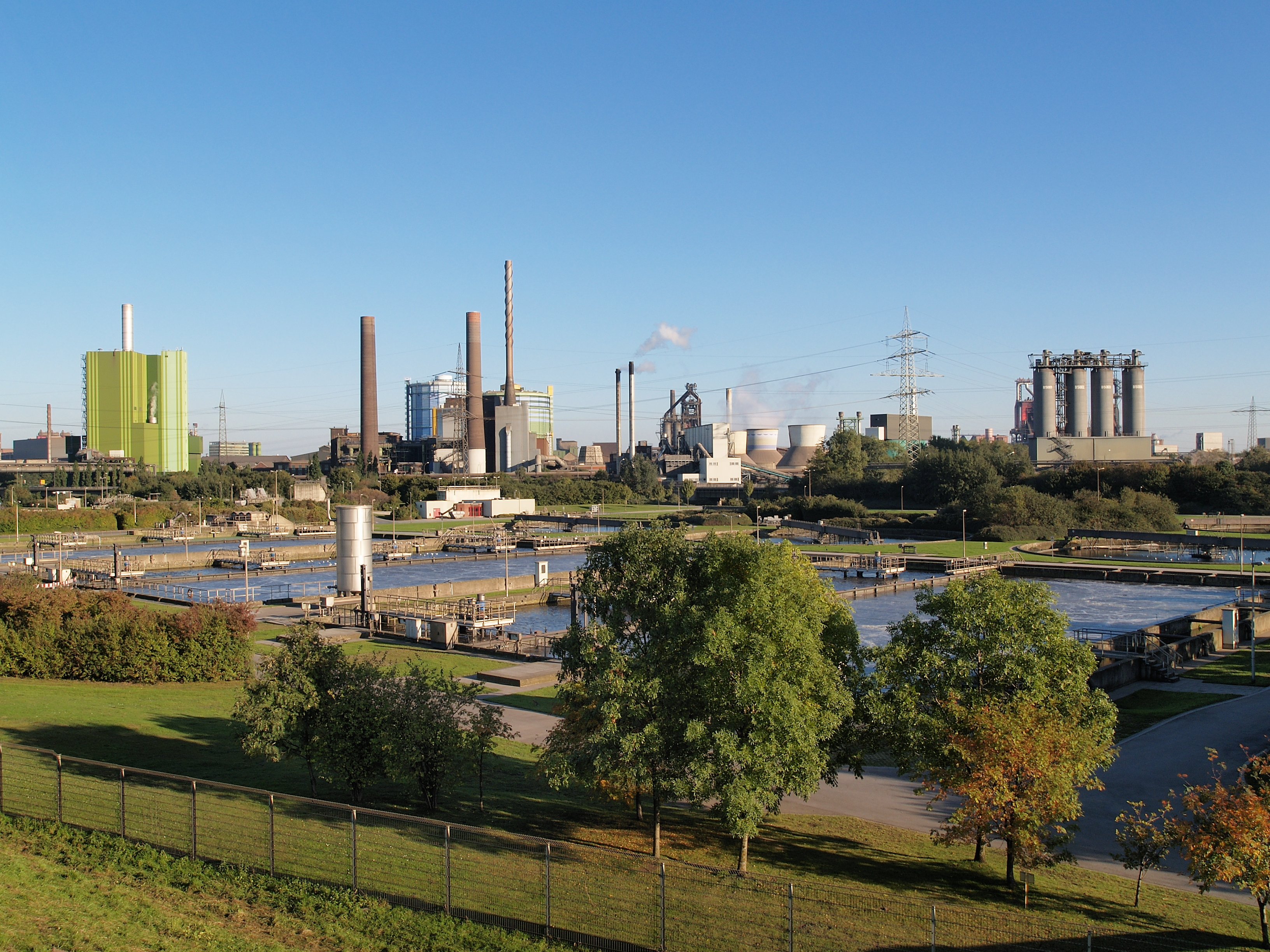
Das Klärwerk vor den Industrieanlagen von ThyssenKrupp, vom Rheinufer aus gesehen.

Die Kläranlage Duisburg Alte Emscher wurde 1936 als Rundbeckenanlage nahe dem Rheinufer im Duisburger Stadtteil Hamborn errichtet. Sie ist eine von vier zentralen Kläranlagen der Emschergenossenschaft. 

## Entwicklung
Bis 1910 mündete die Emscher an dieser Stelle noch in den Rhein. Durch Bergsenkungen war die Verlegung der Flussmündung rheinabwärts notwendig geworden. Über den abgetrennten Rest, der nun Alte Emscher heißt, wird weiterhin das zugehörige Einzugsgebiet entwässert. Mittels der Pumpwerke Pumpwerk Alte Emscher (erbaut 1914) und Stockum Alte Emscher (1956) gelangen die Abwässer zur Kläranlage Duisburg Alte Emscher. Nach der Reinigung werden sie über den Deich in den Rhein gepumpt.
1936 war die Kläranlage nur mit einer rotierenden Schlammräumbrücke als mechanische Reinigungsstufe und einer Kapazität von 110.000 Einwohnerwerten errichtet worden. 1988 wurde sie umgebaut zu einer biologischen Reinigungsanlage mit einer Kapazität von circa 500.000 Einwohnerwerten. Heute wird sie mit einer Kapazität von 375.000 Einwohnerwerten betrieben, davon stammen 240.000 aus Haushaltsabwässern und der Rest aus Industrie- und Gewerbeabwässern (ThyssenKrupp, Rütgers, König-Brauerei).
Die industriellen Abwässer nahmen im Laufe der letzten Jahrzehnte immer mehr ab, sodass die Kläranlage immer weniger ausgelastet wurde. Seit 1999 werden deshalb auch die überwiegend häuslichen Abwässer des Duisburger und Oberhausener Einzugsgebietes der Kleinen Emscher nicht mehr in der veralteten Kläranlage Duisburg Kleine Emscher (erbaut 1965) gereinigt, sondern durch eine circa fünf Kilometer lange Druckleitung zur Kläranlage Alte Emscher gepumpt und dort bearbeitet.
Inzwischen wird der anfallende Klärschlamm über Pipelines zum Klärwerk Bottrop gepumpt, wo er zusammen mit dem Schlamm aus dem Klärwerk Emschermündung zur Stromgewinnung genutzt wird.